# Vittorio Faroppa
Vittorio Faroppa (Torino, 29 agosto 1887 – Torino, 11 novembre 1958) è stato un calciatore e allenatore di calcio italiano, di ruolo portiere. Era anche noto come Faroppa II per distinguerlo dal fratello Luigi (o Faroppa I).

## Carriera

### Giocatore
Tra i pionieri del calcio a Torino, giocò inizialmente nella Virtus, prima di passare al Piemonte.
Fu convocato in Nazionale nel 1912, chiamato dal commissario tecnico Umberto Meazza a sostituire il portiere titolare Mario De Simoni. Il 17 marzo l'Italia perse allo Stadium di corso Vinzaglio a Torino per 3-4 contro la Francia di fronte a 6000 spettatori; per lo sferzante giudizio dato da Meazza, che lo paragonò a una papera, il termine entrò nel linguaggio comune col significato di errore madornale; i giornali citarono l'espressione "disastro Faroppa" per etichettare la negativa esperienza dell'estremo difensore torinese.
Continuò a fare parte per alcuni mesi della commissione tecnica della Nazionale nel 1913, e nel 1914 passò alla Juventus prima che la Grande Guerra interrompesse i campionati e Faroppa abbandonasse il calcio giocato.

### Allenatore
Negli anni trenta divenne allenatore, dapprima del Grosseto, poi del Genova nel vittorioso campionato di Serie B 1934-1935 (a concludere il campionato furono però Renzo De Vecchi e Carlo Carcano). Ottenne una promozione in Serie B con il Siena nel 1937-1938 e chiuse dopo un breve periodo all'Alessandria.
A 53 anni, dopo l'entrata in guerra dell'Italia (1940), si arruolò nell'esercito. Morì nel 1958, a 71 anni.

## Statistiche

### Cronologia presenze e reti in nazionale
| Cronologia completa delle presenze e delle reti in nazionale ― Italia | Cronologia completa delle presenze e delle reti in nazionale ― Italia | Cronologia completa delle presenze e delle reti in nazionale ― Italia | Cronologia completa delle presenze e delle reti in nazionale ― Italia | Cronologia completa delle presenze e delle reti in nazionale ― Italia | Cronologia completa delle presenze e delle reti in nazionale ― Italia | Cronologia completa delle presenze e delle reti in nazionale ― Italia | Cronologia completa delle presenze e delle reti in nazionale ― Italia |
| Data                                                                  | Città                                                                 | In casa                                                               | Risultato                                                             | Ospiti                                                                | Competizione                                                          | Reti                                                                  | Note                                                                  |
| --------------------------------------------------------------------- | --------------------------------------------------------------------- | --------------------------------------------------------------------- | --------------------------------------------------------------------- | --------------------------------------------------------------------- | --------------------------------------------------------------------- | --------------------------------------------------------------------- | --------------------------------------------------------------------- |
| 17-3-1912                                                             | Torino                                                                | Italia                                                                | 3 – 4                                                                 | Francia                                                               | Amichevole                                                            | −4                                                                    |                                                                       |
| Totale                                                                |                                                                       | Presenze                                                              | 1                                                                     |                                                                       | Reti                                                                  | −4                                                                    |                                                                       |

## Palmarès

### Allenatore

#### Competizioni nazionali
- Serie C: 1

Siena: 1937-1938